# Jeff Nichols
Jeff Nichols (ur. 7 grudnia 1978 w Little Rock) – amerykański reżyser, scenarzysta i producent filmowy. Uznany twórca kina niezależnego, najczęściej osadzający akcję swoich filmów w rodzinnym stanie Arkansas.
Studiował reżyserię filmową na uczelni University of North Carolina School of the Arts. Jego film Take Shelter (2011) zdobył Nagrodę Główną oraz Nagrodę FIPRESCI w sekcji "Międzynarodowy Tydzień Krytyki" na 64. MFF w Cannes. Kolejne fabuły Nicholsa, Uciekinier (2012) i Loving (2016), startowały już w konkursie głównym odpowiednio na 65. i 69. MFF w Cannes. Nocny uciekinier (2016) miał swoją premierę w sekcji konkursowej na 66. MFF w Berlinie.
Reżyser zasiadał w jury konkursu głównego na 75. MFF w Cannes (2022).